# Bismarckturm (Dresden-Cossebaude)

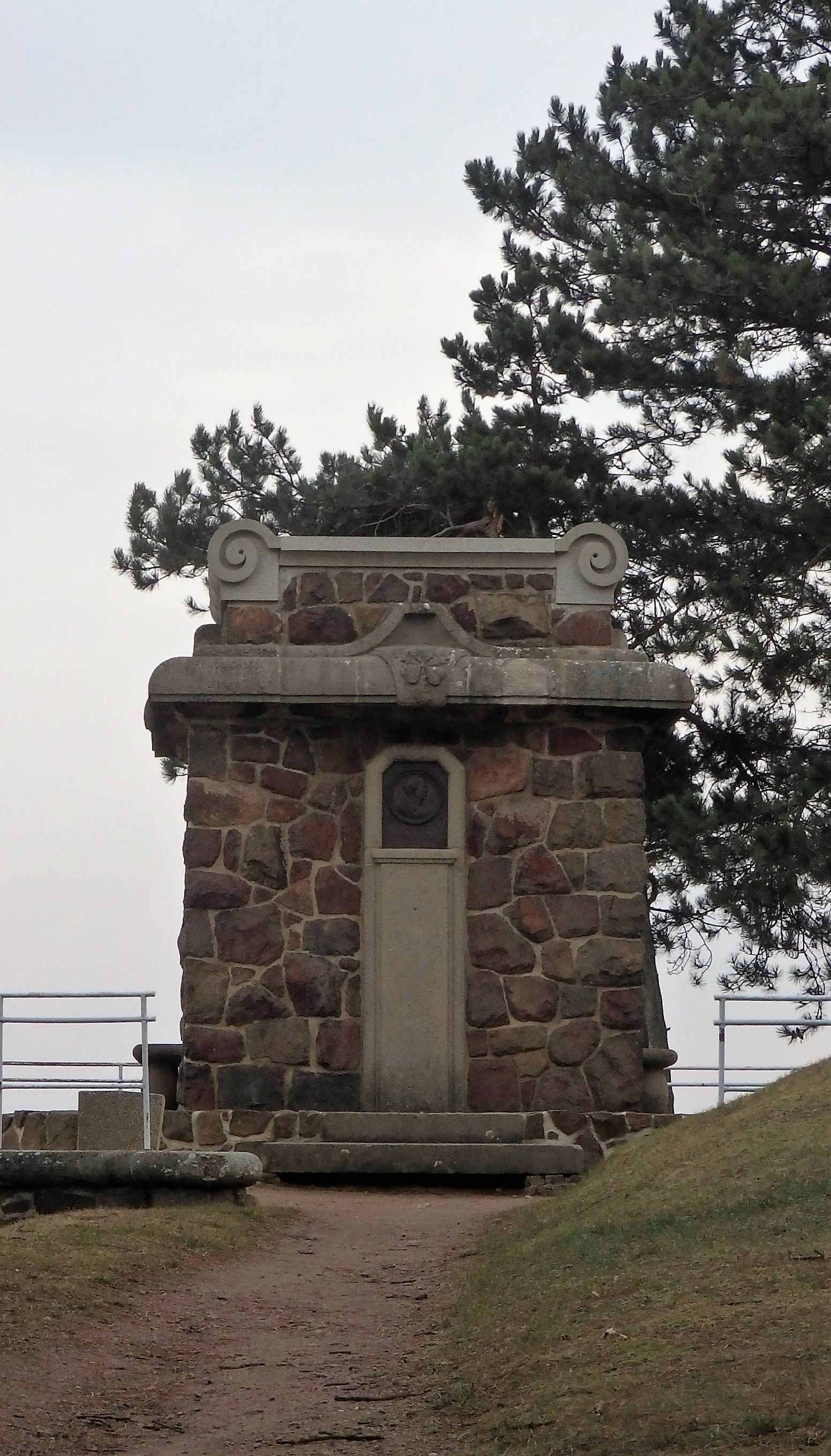
Bismarckturm Dresden-Cossebaude

Der Bismarckturm ist ein Bismarckdenkmal in der Dresdner Ortschaft Cossebaude in der Form eines Feueraltars.

## Geschichte
Seit der Gründung des Deutschen Reiches 1871 wurden zu Ehren Otto von Bismarcks an vielen markanten Landschaftspunkten Feuer entfacht. Dazu wurden vielfach Bismarcktürme mit Feuerschalen errichtet.
1913 sollte auch in Cossebaude ein solches Monument entstehen und der damalige Verschönerungsverein beauftragte den Architekten Rudolf Kolbe aus Loschwitz mit dem Entwurf. Am 30. März 1913 erfolgte die Grundsteinlegung auf der Herrenkuppe und zur Sonnenwendfeier am 22. Juni desselben Jahres konnte der Feueraltar eingeweiht werden.
Als Baustoff kamen Syenit aus den Cossebauder Steinbrüchen an der Talstraße und Muschelkalksteinbeton zum Einsatz. Die Ausführung hatte der Baumeister Säurich aus Cossebaude übernommen, die Kosten betrugen etwa 10.000 Goldmark.
An der Westseite des quadratischen (3,20 m × 3,20 m) und 4,50 m hohen Altars befand sich eine Bismarckbüste des Bildhauers Richard König aus Radebeul, darüber das Wappen derer von Bismarck und auf der gegenüberliegenden Seite eine Ehrentafel mit folgender Inschrift:

„Unserem unvergeßlichen Bismarck zum bleibenden Gedächtnisse errichtet im Jahre 1913. Der Ausschuß für Errichtung einer Bismarckehrung auf der Herrenkuppe in Cossebaude.“

Diese wurde vermutlich 1924 geändert in:

„Unserem unvergeßlichen Fürsten Bismarck gewidmet vom Verschönerungsverein Cossebaude und Umgebung im Jahre 1913“

Büste und Inschrift wurden 1945 entfernt.
Nach einer Sanierung im Jahr 1999 wurde der Feueraltar wieder zu Sonnwendfeiern bis 2008 genutzt. 2013 wurden erneut Bauschäden beseitigt und die Feuerschale ersatzlos ausgebaut, womit die Bauwerksfunktion Feueraltar aufgegeben wurde. Vermutlich bei letzterer Sanierung wurde eine Bismarckbüste mit Namenszug und Lebensdaten eingefügt.